# Рокитянский, Вадим Иванович
Вади́м Ива́нович Рокитя́нский (18 августа 1910, хутор Сениченко, Харьковская губерния – 25 сентября 1972, Казань) - советский врач, травматолог-ортопед, доктор медицинских наук (1966), профессор (1970).

## Биография
Родился 18 августа (5 августа) 1910 года на хуторе Сениченко, Харьковская губерния, Российская империя.
В 1931 году поступил во Второй Московский государственный медицинский институт, который окончил в 1938 году. Получив диплом травмотолога-ортопеда начал работать в Московском научно-исследовательском институте физической культуры.
С началом Великой Отечественной войны мобилизован в Красную армию на военно-медицинской службу. Лечил раненых советских солдат во фронтовых госпиталях. Награждён Орденом Отечественной войны II степени и медалями.
В 1953 году начал работать в Центральном институте усовершенствования врачей на кафедре травматологии и ортопедии в Москве. Затем, с 1956 года работал в Научно-исследовательском институте ортопедии и травматологии (НИИТО) в городе Свердловск. В 1962 году занялся преподавательской деятельностью  в Новокузнецком государственном институте усовершенствования врачей (ГИДУВ).
В 1964 году переехал в Сочи, где руководил отделом физических методов лечения в Научно-исследовательском институте курортологии и физиотерапии. С 1969 года лечил больных в Казанском научно-исследовательском институте травматологии и ортопедии.
Является автором работ по восстановлению функций коленного сустава, по применению индуктотермии и ультразвука в комплексной терапии травм. Написал пособие «Физические методы лечения повреждений у физкультурников и спортсменов», изданную в 1956 году в Москве. Также написал в соавторстве книгу «Ультразвук и его лечебное применение».
Умер 25 сентября 1972 года в Казани.

## Награды и звания
- Орден Отечественной войны II степени
- Профессор (1970)